# Краткое наставление по соисканию
«Кра́ткое наставле́ние по соиска́нию» — произведение Квинта Туллия Цицерона, написанное им в 65 или 64 году до н. э. для брата Марка и представляющее собой набор советов о том, как добиваться выборной должности. Текст «Наставления» полностью сохранился, его традиционно издают вместе с перепиской братьев.

## История создания
Квинт Туллий написал своё «Наставление» для старшего брата Марка, когда тот собирался баллотироваться в консулы. Марку предстояла борьба с сильными соперниками, Гаем Антонием Гибридой и Луцием Сергием Катилиной, и Квинт дал ему набор практических советов о том, как победить этих двоих и как лучше в принципе добиваться магистратуры «новому человеку». Главные подспорья в этом деле, по мнению автора, — помощь друзей и расположение народа, а последнее можно получить, убедив разные категории граждан, что избрание конкретного кандидата будет им выгодно.
Квинт создал выборку биографических данных о Катилине, чтобы показать слабость этого кандидата. Он пишет, что Луций родился в неблагополучной семье (упоминаются «нищета отца», «разврат сестры»), перечисляет его злодейства: убийства римских всадников во главе галльского отряда, бесчеловечную расправу над Марком Марием Гратидианом и собственным зятем. Дальше речь идёт о «жизни среди актёров и гладиаторов», о святотатстве, ограблении провинции, разврате (в том числе с несовершеннолетними мальчиками из сенаторского сословия) и о всеобщей ненависти, которую Катилина к себе вызвал своей нечестивой жизнью. Ниже автор советует брату заботиться о том, чтобы о его соперниках «распространялись соответствующие их нравам позорные слухи, если только это возможно, — либо о преступлении, либо о разврате, либо о мотовстве».
Определённое внимание Квинт уделил и второму конкуренту брата. Он постарался доказать, что у Гибриды нет шансов на победу за отсутствием способностей, влиятельных друзей и хорошей репутации.

## Восприятие
Текст «Наставления» полностью сохранился в составе сборника писем Марка Туллия Цицерона. В историографии выдвигалась гипотеза о том, что это произведение было написано позже каким-то неизвестным автором, но уже к середине XX века было доказано авторство Квинта.